# Lola Dewaere
Lola Céleste Marie Bourdeaux, conocida como Lola Dewaere (Boulogne-Billancourt, 4 de diciembre de 1979), es una actriz francesa.

## Biografía
Lola Dewaere es hija del actor Patrick Dewaere y de Élisabeth Malvina Chaliere y medio hermana por parte de madre de Angèle Herry-Leclerc (nacida en 1974).
Después del suicidio de su padre, ocurrido el 16 de julio de 1982 en París, su madre tuvo problemas con la hacienda francesa a causa de las deudas dejadas por el actor. Deja su hija al cuidado de sus padres, residiendo a partir de entonces en Santo-Lambert-del-Lattay (Maine y Loira). El actor Coluche se postula entonces como padrino de bautizo de Lola, pero los abuelos rechazan la oferta.
Alumna despierta pero a menudo dispersa, sus años escolares son difíciles. Desarrolla ciertos complejos, sobre todo debido a su gran altura, a la ambición de sus abuelos y a las frecuentes referencias a su padre. Regresa a vivir con su madre a París al comenzar la adolescencia y prosigue su escolaridad en la escuela privada católica Saint-Michel-de-Picpus. De carácter rebelde, se niega a acatar cualquier tipo de autoridad y poco después es expulsada del centro. Durante este periodo todo asunto relativo a su padre es tabú. Sin embargo, su madre evoca a veces su suicidio en unos términos que Lola calificaba de muy crudos, indicando que se había disparado una bala en la boca. 
Al cumplir los 16 años descubre varias películas de su padre, entre las cuales están El cabezazo, La mejor manera de andar, El incorruptible y Psy. A su mayoría de edad en 1997, se inscribe en Le cours Florent, una academia de teatro, para formarse como actriz. Después de un grave accidente de coche debe buscar trabajo para poder hacer frente a sus gastos : en 2001 comienza a trabajar para la revista femenina Jalouse, pasando poco después al sector inmobiliario. En 2007 lo deja todo para dar un impulso a su carrera de actriz.
En marzo de 2010, Myriam Boyer la contrata para La vie devant soi, la adaptación televisiva de la novela de Romain Gary. Ese mismo verano acepta el papel principal de la obra La Biscotte de Antoine Beauville y que se representa en el teatro El Templo en París. El año siguiente, está escogida por Charlotte de Turckheim para protagonizar uno de los personajes principales de la comedia Mince alors!, junto a Victoria Abril. La película es un éxito, contabilizando más de 1,3 millones de espectadores en las salas francesas. El mismo año graba La croisière, una serie de seis episodios, realizada por Pascal Lahmani, donde interpreta el rol de Marie-Lou, la directora del crucero, junto a Christophe Malavoy, Anne-Élisabeth Blateau, Yann Sundberg y Édouard Montoute. Se estrenó en el canal suizo francófono RTS 1 el 8 de marzo de 2013 y en TF1 tres días más tarde.
A partir de enero de 2015, Lola Dewaere vuelve a los escenarios para interpretar el papel principal de la cantante María Callas en su juventud, en la obra La Verdadera Historia de María Callas, en el Teatro Déjazet de París. En esta ocasión sus compañeros de reparto son Pierre Santini y Andréa Ferréol.
En 2019, interpreta a Raphaëlle Coste en uno de los roles protagonistas de la serie "Astrid y Raphaëlle" junto a Sara Mortensen. El episodio piloto es un éxito y se rueda una temporada completa que se emite en 2020. El mismo año se anuncia el comienzo del rodaje de la segunda temporada.

Actuó igualmente en la serie La Última Ola. En 2020, encuentra el casting de la serie Miedo sobre el lago sobre TF1. El 23 de septiembre de 2020 comienza el rodaje de la continuación de MInce alors!, titulada Mince alors, la rechute! El rodaje tiene lugar en Paradou.

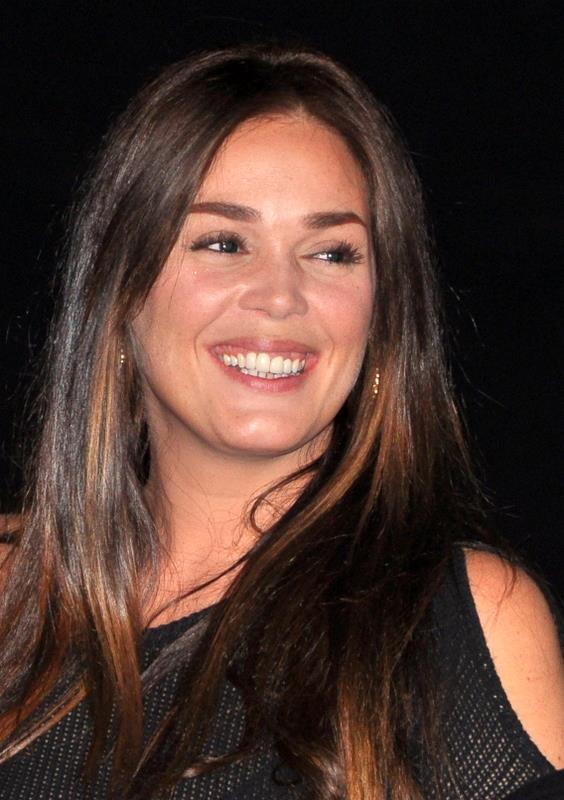
Lola Dewaere en marzo de 2012, en el estreno de la película Mince alors !

## Filmografía
- 2007 : Curriculum de Alexandre Moix : la costumière
- 2012 :  Mince alors! de Charlotte de Turckheim : Nina
- 2015 : Tu es si jolie ce soir de Jean-Pierre Mocky : Barbara
- 2016 : Los últimos parisinos de Hamé y Ekoué : la servidora del bar

## Televisión
- 2003 : Patrick Dewaere, la niña del siglo de Alexandre Moix (documental, France Télévisions)
- 2010 : La Vida ante sí de Myriam Boyer : Nadine
- 2013 : El Crucero, seria creada por Jeanne El Guillou y realizada por Pascal Lahmani : Marie-Lou
- 2014 : Línea de mira de Nicolas Herdt : Claire
- 2015 : La Cebra de Frédéric Berthe : Betty
- 2016-2017 : La Venganza a los ojos claros de David Morley : Pauline Jordan
- 2017 : El Tueur del lago, serie de Jérôme Cornuau : Mathilde
- 2018 : Crímenes perfectos de Philippe Bérenger : Lucie Perrin
- 2018 : Crimen en el Luberon de Éric Duret : Caroline Martinez
- Desde 2019 : Astrid y Raphaëlle de Hippolyte Dard y Elsa Bennet : Raphaëlle Coste
- 2019 : La última ola, serie de Rodolphe Tissot : Marianne Lewen
- 2019 : Crimen en Hérault de Éric Duret : Caroline Martinez
- 2020 : Miedo sobre el lago, mini-serie de Jérôme Cornuau : Mathilde[11]
- 2020 : Crimen a Santo-Affrique : Caroline Martinez
- 2021 : Crimen a Biot de Christophe Douchand : Caroline Martinez

## Series web
- 2014 : Mortus Corporatus (temporada 1) de Fabien Camaly : Miss Poitou
- 2016 : Mortus corporatus (temporada 2) de Fabien Camaly : Miss Poitou

## Teatro
- 2010 : La Biscotte de Antoine Beauville, teatro El Templo, París.
- 2013 : La verdadera historia de Maria Callas, de Jean-Yves Rogale, puesta en escena Françoise Petit-Balmer, Teatro Déjazet
- 2015 : Una locura de Sacha Guitry, puesta en escena Francis Huster, gira
- 2016 : Una locura de Sacha Guitry, puesta en escena Francis Huster, teatro Margen Izquierda

## Galardones

### Recompensa
- Festival de Festival des créations télévisuelles Luchon 2014 : Premio de interpretación por Línea de mira

### Nominaciones
- 2013 : César de la mejor esperanza femenino por Mince alors!